# Shunsuke Tachino
Shunsuke Tachino (japanisch 舘野 俊祐 Tachino Shunsuke; * 19. Mai 1993 in Toyama) ist ein japanischer Fußballspieler.

## Karriere
Tachino erlernte das Fußballspielen in der Jugendmannschaft von Tokyo Verdy. Seinen ersten Vertrag unterschrieb er 201 bei Tokyo Verdy. Der Verein spielte in der zweithöchsten Liga des Landes, der J2 League. Im Juli 2012 wurde er an den Ligakonkurrenten Kataller Toyama ausgeliehen. Für den Verein absolvierte er sieben Ligaspiele. 2014 kehrte er zu Tokyo Verdy zurück. Für den Verein absolvierte er fünf Ligaspiele. 2015 wechselte er zum Matsue City FC. 2016 wechselte er zum FC Osaka.